# Шейнис, Вениамин Николаевич
Вениами́н Никола́евич Ше́йнис (10 мая 1907 — 1981) — советский хирург.

## Биография
Родился в 1907 году в Киеве в еврейской семье. Окончил Киевский медицинский институт.
С 1930 года в РККА, младший врач полка, заведующий хирургическим отделением. С 1936 года — адъюнкт Военно-медицинской академии при кафедре общей хирургии, затем ассистент, младший преподаватель кафедры госпитальной хирургии.
Участник советско-финской войны (1939—1940) и Великой Отечественной войны (22 июня 1941 — 1 августа 1942; с февраля 1942 — помощник главного хирурга Западного фронта. В 1942—1944 — заместитель учёного секретаря ГВСУ СССР.
С 13 сентября 1944 года полковник медицинской службы Шейнис — заместитель главного хирурга 1-й Армии Войска Польского.
С февраля 1946 года служил в ВМА имени С. М. Кирова — преподаватель, старший преподаватель кафедры госпитальной хирургии, с 1960 старший преподаватель кафедры термических поражений. После увольнения с армейской службы (1964) продолжил работу в Академии.
Доктор медицинских наук (1967), профессор (1972).

## Семья
- Родители — Николай Маркович Шейнис (1879—1942) и София Вениаминовна Шейнис (1886—?).
- Жена — Минна Исааковна Шейнис (1909—?).

## Научная деятельность
Изучал холодовую травму, лечебно-эвакуационную характеристику пострадавших с термической травмой и с комбинированными поражениями, а также патологию периферической венозной и лимфатической систем.

### Избранные труды
- Шейнис В. Н. Хирургическая помощь во французской армии в мировую войну 1914–1918 гг. / С предисл. и под ред. С. С. Гирголава. — М.: Воениздат, 1938. — 148 с.
- Шейнис В. Н. Самопомощь и взаимопомощь в боевых условиях : Конспект лекций. — М.: Центр. ин-т сан. просвещения, 1943. — 19 с. — (В помощь лектору).
- Шейнис В. Н. Лечение повреждений пальцев и кисти на войне. — М.: Медгиз, 1944. — 32 с.
- Шейнис В. Н. Опыт лечения отморожений в эвакуационном госпитале // Тр. / Военно-Медицинская Академия Красной Армии им. С.М. Кирова. — Л., 1941. — Т. 29. — С. 206–216.

## Награды и премии
- орден Отечественной войны II степени (9.6.1945)[3]
- медали[3].
- Сталинская премия второй степени (1943) — за научную разработку новых методов, ускоряющих лечение при обморожении — вместе с С. С. Гирголавом и Т. Я. Арьевым передал премию в Фонд обороны.